# Рубежный, Иван Тихонович
Иван Тихонович Рубежный (20 июня 1908, Никитовка, Воронежская губерния — 2 февраля 1987, Триполье, Донецкая область) — участник Великой Отечественной войны, полный кавалер Ордена Славы, телефонист взвода связи 172-го гвардейского стрелкового полка, гвардии старшина.

## Биография
Иван Тихонович Рубежный родился 20 июня 1908 года в селе Никитовка (ныне центр Никитовского сельского поселения Красногвардейского района, Белгородская область) в семье рабочего. Русский. До войны окончил 3 класса и работал каменщиком в совхозе. В РККА — с июня 1941 года. На фронте — с июля 1941 года.
Стрелок 172-го гвардейского стрелкового полка (57-я гвардейская стрелковая дивизия, 8-я гвардейская армия) гвардии рядовой И. Т. Рубежный 21 июля 1944 года у населённого пункта Рудка (северо-восточнее города Хелм, Польша) огнём из автомата сразил 6 гитлеровцев, ворвавшись в траншею, захватил «языка». 25 июля 1944 года в бою за город Пулавы (Польша) уничтожил 4 солдат противника. 4 августа 1944 года награждён Орденом Славы 3-й степени.
Разведчик взвода пешей разведки И. Т. Рубежный 29.01.45 обнаружил пулемётную точку у населённого пункта Теодорув (севернее города Лодзь, Польша), препятствовавшую продвижению подразделения, незаметно подполз к ней и огнём из автомата в упор расстрелял расчет. В бою 3 солдат взял в плен. 3 февраля 1945 года одним из первых переправился через реку Одер, южнее города Кюстрин (ныне Костшин-над-Одрой, Польша), автоматной очередью сразил 2 пехотинцев. 27 февраля 1945 года награждён Орденом Славы 2-й степени.
Телефонист взвода связи И. Т. Рубежный 16 апреля 1945 года, во время прорыва обороны противника, своевременно обеспечивал связью штабы батальона и полка. При отражении контратаки 17 апреля 1945 года в районе города Зелов (Германия), под огнём восстановил прерванную связь, уничтожил 4 солдат. Участвовал в штурме Зеловских высот. 15 мая 1946 года награждён Орденом Славы 1-й степени.
В октябре 1945 года гвардии старшина Иван Тихонович Рубежный демобилизован. Жил в селе Триполье Артёмовского района Донецкой области (Украина). Работал в совхозе.
Иван Тихонович Рубежный умер 2 февраля 1987 года.

## Награды
- Орден Отечественной войны I степени[1].
- Орден Славы I степени[2].
- Орден Славы II степени (№ 2907)[3].
- Орден Славы III степени (№ 36018)[4].
- Медаль «За победу над Германией в Великой Отечественной войне 1941—1945 гг.»[5].
- Медаль «За взятие Берлина»[6].
- Медали СССР.